# Legge di Poiseuille
In fluidodinamica, la legge di Poiseuille (o anche di Hagen-Poiseuille) è una legge fisica che permette di mettere in relazione la caduta di pressione e la portata delle condutture. La legge nella forma più elementare vale se il fluido è incompressibile, newtoniano e in regime laminare. Inoltre per semplificare il problema in genere si considera che la tubazione sia a sezione cilindrica costante, questa ultima ipotesi non è necessaria. 
L'enunciato della legge è: "la portata è direttamente proporzionale al gradiente di pressione e al quadrato della superficie, e inversamente proporzionale alla lunghezza del condotto e alla viscosità del fluido".
È stata determinata empiricamente in maniera indipendente da Jean Léonard Marie Poiseuille nel 1838 e da Gotthilf Heinrich Ludwig Hagen. La spiegazione teorica della legge di Poiseuille venne data successivamente da George Stokes nel 1845. La legge venne formulata inizialmente per studiare come il sangue scorre nei vasi sanguigni e in seguito estesa al moto laminare nei fluidi incompressibili.
Tra le ipotesi date (incompressibilità, fluido newtoniano, regime laminare) va aggiunto che il raggio della tubazione deve essere molto più piccolo della sua lunghezza e che la tubazione sia orizzontale. Nel caso che il regime sia turbolento e non laminare, la caduta di pressione è maggiore di quella prevista dalla legge di Poiseuille.

## Equazione
Il legame esistente tra caduta di pressione e portata è dato dalla seguente equazione:
{\displaystyle \Delta p={\frac {8\mu LQ}{\pi R^{4}}}={\frac {8\pi \mu LQ}{S^{2}}}}
- {\displaystyle \Delta p} è la caduta (o differenza) di pressione tra i due estremi,
- {\displaystyle L} è la lunghezza della tubazione,
- {\displaystyle \mu } è la viscosità del fluido considerato;
- {\displaystyle Q} è la portata volumetrica (il volume che passa nell'unità di tempo)
- {\displaystyle R} è il raggio della tubazione,
- {\displaystyle S} è la sezione della tubazione.

L'equazione non è accurata nel tratto iniziale e finale della tubatura. Inoltre l'equazione dà risultati inesatti se la tubazione è troppo larga o troppo corta. Nel caso di flusso turbolento bisogna applicare dei modelli più complessi derivati dalla equazione di Darcy-Weisbach.

## Dimostrazione
Si consideri un fluido viscoso che scorre in modo stazionario in una condotta orizzontale a sezione costante e di forma cilindrica. Per risolvere in maniera quantitativa il problema è necessario che la velocità del liquido sia sufficientemente piccola in modo che si crei un flusso laminare a simmetria cilindrica con gli strati esterni del liquido, quelli bagnati dalle pareti, aventi velocità nulla e con lo strato centrale avente velocità massima.
L'equazione di Poiseuille viene ricavata dalle equazioni di Navier-Stokes utilizzando per le varie regioni della tubazione le coordinate cilindriche: {\displaystyle (r,\theta ,x)}, con {\displaystyle x} lungo l'asse del tubo con le seguenti condizioni:
1. Il flusso è stazionario, cioè nessuna grandezza fisica dipende dal tempo.
2. Le componenti della velocità radiali {\displaystyle v_{r}} e azimutali {\displaystyle v_{\theta }} sono nulle.
3. Il flusso ha simmetria assiale cioè nessuna grandezza fisica dipende da  {\displaystyle \theta }
4. La conservazione della massa implica che {\displaystyle \partial v_{x}/\partial x=0}

La pressione è una funzione della sola coordinata assiale {\displaystyle x}. L'equazione di Navier-Stokes nella direzione assiale è semplicemente pari a: 
{\displaystyle {\frac {1}{r}}{\frac {\partial }{\partial r}}\left(r{\frac {\partial v_{x}}{\partial r}}\right)={\frac {1}{\mu }}{\frac {\mathrm {d} p}{\mathrm {d} x}}}
Dove {\displaystyle \mu } è la viscosità dinamica del fluido. Nella equazione il lato sinistro dipende solo da {\displaystyle r}  e il lato destro solo da {\displaystyle x}. Quindi sono entrambi eguali alla stessa costante. Detto quindi {\displaystyle G} il rapporto tra la differenza di pressione tra gli estremi (alta pressione meno bassa pressione) e la lunghezza della tubazione:
{\displaystyle G=\Delta p/L=-{\frac {\mathrm {d} p}{\mathrm {d} x}}}
tale rapporto è una costante positiva.
Si ha quindi che:
{\displaystyle {\frac {1}{r}}{\frac {\partial }{\partial r}}\left(r{\frac {\partial v_{x}}{\partial r}}\right)=-{\frac {G}{\mu }}}
La cui soluzione generica è: 
{\displaystyle v_{x}(r)=-{\frac {Gr^{2}}{4\mu }}+c_{1}\ln r+c_{2}}
Imponendo, come logico, che {\displaystyle v_{x}(r)} abbia un valore finito al centro dove {\displaystyle r=0}, di conseguenza si ha che {\displaystyle c_{1}=0}. Il valore di {\displaystyle c_{2}} viene determinato dalla condizione che la velocità del fluido sia nulla sulle pareti (cioè per {\displaystyle r=R}), per cui di conseguenza si ha che  {\displaystyle c_{2}=GR^{2}/(4\mu )}. La velocità ha un comportamento parabolico:
{\displaystyle v_{x}(r)={\frac {G}{4\mu }}(R^{2}-r^{2})}
Al centro ({\displaystyle r=0})  la velocità è massima e vale:
{\displaystyle v_{max}={\frac {GR^{2}}{4\mu }}}
La velocità media si ottiene facendo l'integrale sulla sezione della condotta:
{\displaystyle {v}_{avg}={\frac {1}{\pi R^{2}}}\int _{0}^{R}2\pi rv_{x}\mathrm {d} r={\frac {1}{2}}v_{max}}
La portata volumetrica (il volume che passa nell'unità di tempo) è:
{\displaystyle Q=\pi R^{2}{v}_{avg}}
Quindi:
{\displaystyle Q=\pi R^{2}{\frac {1}{2}}v_{max}=\pi {\frac {GR^{4}}{8\mu }}=\pi {\frac {R^{4}}{8L\mu }}\Delta p}
che è l'equazione di Poiseuille.
Quindi si definisce conduttanza idraulica:
{\displaystyle C=\pi {\frac {R^{4}}{8L\mu }}}
Mentre il suo inverso la resistenza fluidodinamica:
{\displaystyle R_{f}={\frac {8L\mu }{\pi R^{4}}}}
Facendo una analogia con la resistività elettrica possiamo definire la conducibilità idraulica come:
{\displaystyle k={L \over R_{f}S}={\frac {R^{2}}{8\mu }}}
La legge di Poiseuille è largamente usata nel calcolo delle perdite di carico nel moto dei fluidi nelle condotte.

## Legge di Poiseuille e legge di Ohm
La legge di Ohm ha forti analogie con la legge di Poiseuille: il flusso di elettroni si comporta come un fluido incomprimibile in moto laminare, la cui velocità è proporzionale al campo elettrico locale; la differenza di potenziale è l'equivalente della differenza di pressione, mentre la corrente elettrica ha lo stesso ruolo della portata volumetrica.
Le due leggi differiscono nella dipendenza della conduttanza dal raggio: la conduttanza è proporzionale al quadrato del raggio per la legge di Ohm, e alla sua quarta potenza per la legge di Poiseuille. Tale differenza è dovuta al fatto che il flusso di elettroni si comporta come un fluido privo di viscosità, la cui velocità è quindi la medesima in ogni punto della sezione del conduttore, indipendentemente dalla distanza dal centro, mentre la legge di Poiseuille assume un fluido viscoso, la cui velocità è nulla sulla superficie del condotto.

## Legge di Poiseuille per i gas perfetti
La portata volumetrica nel caso dei fluidi incompressibili e isotermi è praticamente eguale alla quantità di materia che scorre.
Nel caso di un fluido compressibile come ad esempio un gas perfetto la portata volumetrica non si identifica più con la quantità di materia, la portata è data dal prodotto della portata volumetrica per la densità che si ha localmente. Questa grandezza, se la temperatura è costante, si conserva lungo il condotto. Se indichiamo con 2 il punto estremo del condotto dove la pressione è più bassa, il prodotto della portata volumetrica per la pressione è costante:
{\displaystyle Q(x)p(x)=Q_{2}p_{2}}
Si è indicato. 
Localmente nel punto di coordinate {\displaystyle x} continua a valere la legge di Poiseuille:
{\displaystyle -dp={\frac {8\mu Q(x)}{\pi R^{4}}}dx={\frac {8\mu Q_{2}p_{2}}{\pi R^{4}p}}dx}
Separando le variabili:
{\displaystyle -pdp={\frac {8\mu Q_{2}p_{2}}{\pi R^{4}}}dx}
Cioè si è fatta l'ipotesi che il gradiente della pressione sia non troppo grande per produrre effetti sulla compressibilità. Quindi localmente viene ignorate la variazione di pressione dovute alle variazioni di densità, tale effetto va considerato su grandi distanze. Inoltre nel caso dei gas perfetti la viscosità {\displaystyle \mu } è indipendente dalla pressione.
La equazione può essere integrata sulla lunghezza del condotto a destra e sulla caduta di pressione a sinistra:
{\displaystyle -\int _{p_{1}}^{p_{2}}pdp=\int _{0}^{L}{\frac {8\mu Q_{2}p_{2}}{\pi R^{4}}}dx}
{\displaystyle p_{1}^{2}-p_{2}^{2}={\frac {16\mu LQ_{2}p_{2}}{\pi R^{4}}}}
Quindi la portata (di materia) all'uscita di un condotto per un gas perfetto è pari a:
{\displaystyle p_{2}Q_{2}={\frac {\pi R^{4}}{16\mu L}}\left(p_{1}^{2}-p_{2}^{2}\right)={\frac {\pi R^{4}}{8\mu L}}{\frac {(p_{1}+p_{2})}{2}}(p_{1}-p_{2})}
Questa equazione può considerarsi l'estensione della legge di Poiseuille con fattore di correzione che tiene conto della pressione media {\displaystyle {\frac {p_{1}+p_{2}}{2}}} all'uscita della conduttura.
Tale equazione vale nel limite del cosiddetto regime viscoso dei gas perfetti. Infatti la viscosità del gas perfetti è indipendente dalla pressione del gas sulla base della teoria cinetica dei gas che considera nei fenomeni di trasporto come unica lunghezza importante il cammino libero medio {\displaystyle \lambda }, vengono trascurate le dimensioni fisiche del contenitore in cui si trova il gas rarefatto. Quando  {\displaystyle \lambda } dello stesso ordine di grandezza o addirittura maggiore di {\displaystyle R} la legge di Pouseuille, nella sua forma estesa per i gas perfetti, non vale più e bisogna considerare come avviene l'urto con le pareti. Nella fisica del vuoto si distinguono i due comportamenti diversi chiamando regime viscoso quello in cui vale la legge di Pouseuille (estesa) e quello in cui non vale (cammino libero medio più grande delle dimensioni fisiche del contenitore).